# Кихпінич
54°28′59″ пн. ш. 160°15′07″ сх. д. / 54.483044444444° пн. ш. 160.25184722222° сх. д.

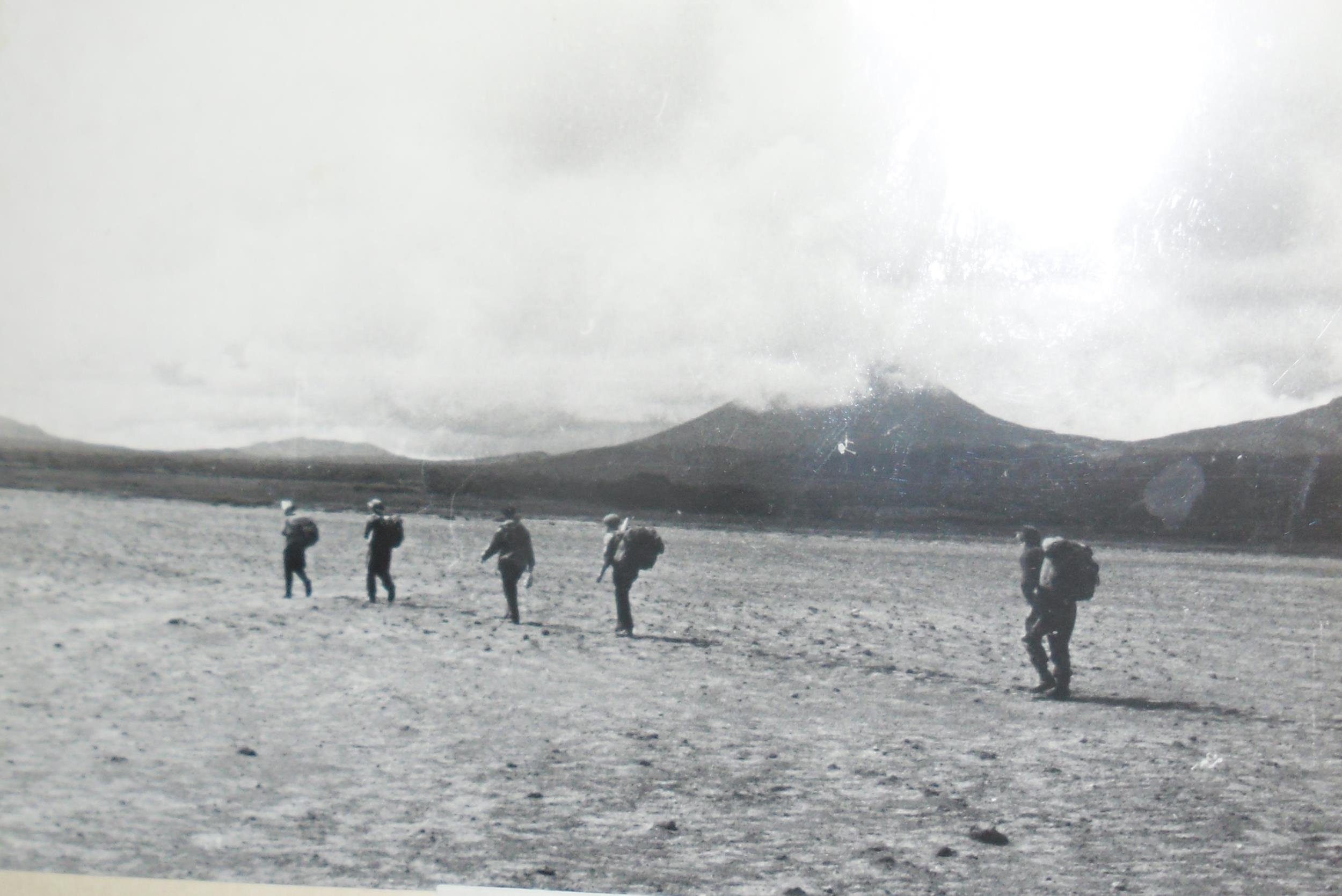
Група з туристсько-альпіністського клубу «Пошук» і альпклубу м. Запоріжжя на Камчатці. Район вулкана Кихпінич.

Кихпінич (англ. Kikhpinych) (рос. Кихпиныч) — стратовулкан, розташований у східній частині Півострова Камчатка,, яка живить знамениту Долину гейзерів.
Біля її підніжжя знаходиться (за 0,5 км) область, відома як «Долина смерті», де вулканічний газ накопичується та вбиває птахів і савців, які потрапляють у долину. Дослідження в 1970-х і 1980-х роках показали, що вулкан утворював суміш газів сірководень, вуглекислий газ, сірчистий газ і сірковуглець, збираючись у долині, де його не можна було легко розсіяти вітром і створити пастку для хижаків. Газ утворюється навесні, коли тане сніг, спочатку гинуть птахи, які п’ють воду в річці, а потім лисиці та інші м’ясоїдні тварини, яких приваблює падаль.